# Vivara
Vivara é uma empresa brasileira de produção de joias. Em 2019, foi lançada na Bolsa de Valores de São Paulo (B3) com o valor de R$ 5,7 bilhões e possui mais de 17% de participação de mercado.
A Vivara é uma empresa que fabrica e comercializa joias e acessórios. Ela possui mais de 230 pontos de venda no Brasil e atua com produtos para o público masculino e feminino. A empresa é dona das marcas Vivara, Life by Vivara, Vivara Watches, Vivara Accessories e Vivara Fragrances. Seu portfólio de produtos inclui, além de joias, relógios, perfumes, óculos, abotoaduras, carteiras e bolsas.
Em 2022, a empresa apareceu pela primeira vez no ranking que reúne as 100 maiores empresas do varejo de luxo do mundo, a Poderosos do Varejo de Luxo 2022, da Deloitte. A Vivara e o Grupo Soma foram as únicas empresas brasileiras elencadas no ranking.

## História
Logo após o término da Segunda Guerra Mundial, a família Kaufman, de origem romena, decidiu imigrar para o Brasil. Com diversas gerações de experiência em joalheria, a família tinha entre seus membros alguns ourives habilidosos, e investiu nesse setor para se estabilizar no novo país.
A primeira loja Vivara foi inaugurada em São Paulo, no ano de 1962, no centro da cidade. Sua proposta era oferecer peças criadas com a mesma excelência e cuidado com que eram feitas as joias exclusivas dos antigos ourives.
A empresa foi fundada por David Kaufman como um negócio familiar. Em 1974, Nelson Kaufman (filho de David) assumiu como presidente, liderando a companhia durante o processo de profissionalização e consolidação no mercado Em 1992, abriu a primeira fábrica na Zona Franca de Manaus (AM). Em 2003, iniciou a produção de uma linha própria de relógios.
Em 2010, a liderança foi passada para a terceira geração da família, com Marcio Kaufman assumindo como novo presidente. Desde então, a Vivara passou por uma expansão acelerada, mais do que dobrando sua base de lojas nos últimos 8 anos. Foi também nesse período que a marca Life by Vivara foi lançada, com foco em produtos de prata para uma base de clientes mais jovem.

## Concorrentes
A principal lista de concorrentes da Vivara no mercado brasileiro são:
- Pandora, possuindo 2,3% de participação no mercado.
- H.Stern, possuindo 2% de participação no mercado.
- Monte Carlo, possuindo 1,2% de participação no mercado.
- Sauer, possuindo 0,5% de participação no mercado.